# Persin
| Persin | |
| | |
| IUPAC-név | (12E,15E)-2-hidroxi-4-oxoheneikoza-12,15-dienil-acetát                                                                                  |
| Kémiai azonosítók                                                                                               | |
| CAS-szám | 60640-59-7 |
| PubChem | 6365563 |
| ChemSpider | 4896308 |
| ChEBI | 168336 |
| SMILES | CCCCC/C=C/C/C=C/CCCCCCCC(=O)CC(COC(=O)C)O                                                                                               |
| InChI | 1S/C23H40O4/c1-3-4-5-6-7-8-9-10-11-12-13-14-15-16-17-18-22(25)19-23(26)20-27-21(2)24/h7-8,10-11,23,26H,3-6,9,12-20H2,1-2H3/b8-7+,11-10+ |
| InChIKey | IBDVBNUJEGRVQN-ZDVGBALWSA-N |
| Kémiai és fizikai tulajdonságok                                                                                 | |
| Kémiai képlet                                                                                                   | C23H40O4 |
| Moláris tömeg                                                                                                   | 380.56 g/mol |
| Ha másként nem jelöljük, az adatok az anyag standardállapotára (100 kPa) és 25 °C-os hőmérsékletre vonatkoznak. | |

A persin az avokádó levelében és gyümölcsében található gombaölő méreg. Az emberre nem veszélyes, sőt, mellrák elleni szerként hatékonynak tűnik. Tamoxifennel együtt alkalmazva csökkentheti a tamoxifen szükséges mennyiségét. A persin azonban vízben rosszul oldódik, és további kutatások szükségesek vízoldható tabletta előállítására.
A persin az emberben elsősorban allergiás reakciókat vált ki, de az állatokra nagyobb mennyiségben veszélyes, ezért az avokádót semmilyen formában nem célszerű háziállatoknak adni. A madarak különösen érzékenyek, de még az emlősökre is mérgező.
A persin hatásmechanizmusa még nem világos. Tünetei: gyomor- és bélpanaszok, hányás, hasmenés, légzési nehézségek, folyadék felhalmozódás a szív körüli szövetekben és akár halál is.

## Külső hivatkozások
1. ↑  Butt AJ, Roberts CG, Seawright AA, Oelrichs PB, MacLeod JK, Liaw TYE, Kavallaris M, Somers-Edgar TJ, Lehrbach GM, Watts CK and Sutherland RL (2006). „A novel plant toxin, persin, with in vivo activity in the mammary gland, induces Bim-dependent apoptosis in human breast cancer cells”. Mol Cancer Ther 5 (9), 2300–9. o. DOI:10.1158/1535-7163.MCT-06-0170. PMID 16985064.
2. ↑  Persin - the avocado toxin that kills breast cancer cells. [2011. március 6-i dátummal az eredetiből archiválva]. (Hozzáférés: 2011. január 15.)
3. ↑  Az avokádó fokozhatja a tamoxifen hatását. [2011. április 13-i dátummal az eredetiből archiválva]. (Hozzáférés: 2011. január 15.)
4. ↑  AVOCADO TOXICITY IN PSITTACINES, by Donna Muscarella Ph.D
5. ↑  Clipsham, R: Avocado Toxicity. (Hozzáférés: 2011. január 15.)

## Fordítás
Ez a szócikk részben vagy egészben  a   Persin című angol Wikipédia-szócikk fordításán alapul.  Az eredeti cikk szerkesztőit annak laptörténete sorolja fel. Ez a jelzés csupán a megfogalmazás eredetét és a szerzői jogokat jelzi, nem szolgál a cikkben szereplő információk forrásmegjelöléseként.
Ez a szócikk részben vagy egészben  a   Tamoxifen című angol Wikipédia-szócikk fordításán alapul.  Az eredeti cikk szerkesztőit annak laptörténete sorolja fel. Ez a jelzés csupán a megfogalmazás eredetét és a szerzői jogokat jelzi, nem szolgál a cikkben szereplő információk forrásmegjelöléseként.